# Kad bi svi momci Mediterana
»Kad bi svi momci Mediterana« je skladba in deseti single glasbene skupine Pepel in kri. Single je bil izdan leta 1978 pri založbi RTV Ljubljana. Avtor glasbe je Tadej Hrušovar, avtor besedila pa je Dušan Velkaverh.
Z obema skladbama je skupina sodelovala na Splitskem festivalu 1978.

## Seznam skladb
| A stran | A stran                                                                  | A stran |
| Št.     | Naslov                                                                   | Dolžina |
| ------- | ------------------------------------------------------------------------ | ------- |
| 1.      | „Kad bi svi momci Mediterana‟ (Tadej Hrušovar/Dušan Velkaverh/Dečo Žgur) | 4:09    |

| B stran | B stran                                                          | B stran |
| Št.     | Naslov                                                           | Dolžina |
| ------- | ---------------------------------------------------------------- | ------- |
| 1.      | „Gotovo je moja vilo‟ (Tadej Hrušovar/Dušan Velkaverh/Dečo Žgur) | 3:05    |